# Bahamas aux Jeux olympiques d'été de 1996
Les Bahamas participent aux Jeux olympiques d'été de 1996 à Atlanta.

## Délégation
Les Bahamas sont représentés par vingt-six sportifs dont dix-neuf hommes et sept femmes engagés dans quatre sports: l'athlétisme, la natation, le tennis et la volie.

## Médaillés bahaméens
- Argent
  - Eldece Clarke-Lewis, Chandra Sturrup, Sevatheda Fynes, Pauline Davis-Thompson et Debbie Ferguson (participation aux séries) — Athlétisme, Relais 4x100 m femmes